# Springleaf Tower
Springleaf tower  (en chino simplificado, 春叶大厦) es un rascacielos de 37-plantas y 165 m (541 pies) con un uso comercial y residencial, situado en el distrito de negocio central de Singapur situado en 3 Anson Road y cerca de la carretera de príncipe Edward, de Shenton Way y Tanjong Pagar cerca de otros rascacielos, como el 8 Shenton Way, el edificio MAS, el International Plaza y el Centro Anson, todos a unos 100 metros de distancia. Es un edificio de oficinas de grado A. En su gran mayoría, es un oficinas.

## Historia
La Torre Springleaf se completó en 2002. Las empresas involucradas en el desarrollo incluyen CapitaLand Commercial Limited, CapitaLand Limited, Benson Global y DTZ Debenham Tie Leung (Sudeste Asiático) Private Limited.
Sin embargo, la construcción de la Torre Springleaf no fue suave. A finales de la década de 1990, el desarrollador del edificio, filial del ahora desaparecido grupo Ban Hin Leong, se encontró con problemas financieros. No pudo pagar a sus contratistas por la terminación del edificio de 37 plantas. Esto llevó al caso de UOB.

### Caso UOB
El Grupo Ban Hin Leong sugirió que uno de los contratistas, Yongnam Holdings, comprara un piso, y que compensara el valor de su trabajo con el precio de venta del piso. Fue acordado por United Overseas Bank (UOB), que era el acreedor hipotecario.
Sin embargo, después de que Yongnam completó el trabajo, UOB se negó a liberar su hipoteca. UOB dijo que no alentó ni endosó el arreglo de trueque y más tarde se ejecutó en el edificio. Yongnam demandó a UOB para proteger su interés. UOB posteriormente perdió el caso, y se le pidió ceder la propiedad de la planta a Yongnam.

### Ventas
Doce pisos en la Torre Springleaf fueron vendidos en enero de 2007 por S $ 134 millones, comprados por Macquarie Global Property Advisors. Apenas unos meses más tarde, en octubre de 2007, los mismos doce pisos se vendieron nuevamente, en $ 225 millones. Esto equivale a un aumento de casi el 70 por ciento. Fue comprada por SEB Asset Management, que forma parte de la administradora alemana de fondos de pensiones SEB.

### Incendio
El 31 de enero de 2008, hubo un incendio en el restaurante de Han y los inquilinos en la Torre Springleaf fueron invitados a evacuar sus oficinas. La Fuerza de Defensa Civil de Singapur envió dos camiones de bomberos, dos bicicletas de bomberos, tres vehículos de apoyo, una ambulancia y un rinoceronte rojo a la escena. En total, unos 300 ocupantes del edificio fueron evacuados. Pronto se encontró que un armario en el restaurante comenzó el fuego.